# Rollins Band
Rollins Band ist eine im Jahr 1986 von Henry Rollins gegründete US-amerikanische Rockband. Weitere Gründungsmitglieder waren Chris Haskett, Andrew Weiss und Sim Cain.

## Geschichte
Rollins war zunächst Sänger der Band Black Flag. Als sie im Frühjahr 1986 auseinanderbrach, versammelte Rollins einige Musiker um sich und veröffentlichte mit ihnen zwei Alben: Hot Animal Machine (als Henry Rollins) und Drive-by Shootings (als Henrietta Collins and the Wifebeating Childhaters). Der Musikstil ähnelte dem von Black Flag, flirtete aber mit Metal und Jazz.
Kurz darauf gründete Rollins die Rollins Band mit Haskett, Weiss (E-Bass) und Cain (Schlagzeug). Die Band war oft im Studio und auf Tour und gewann schnell an Popularität, die in Teilen auf die Fangemeinschaft von Black Flag zurückzuführen war. Bis 1990 hatte die Band vier Alben veröffentlicht.
Da er die Bedeutung der Band für die Etablierung von Alternative Rock erkannte, lud Perry Farrell sie auf die erste Lollapalooza-Tour 1991 ein. Im Jahr 1992 veröffentlichte Rollins Band das Album The End of Silence. Die Singles Low Self Opinion und Tearing wurden auf MTV gespielt, was der Gruppe weitere Aufmerksamkeit verschaffte. Langsam verließ die Band ihren originalen Stil, sah sich auf dem Gebiet des Jazz Rock um und entwickelte einen einzigartigen Jazz-Metal-Sound.
Weiss wurde nach der End-of-Silence-Tour gefeuert und durch den Jazzfunk-Bassisten Melvin Gibbs ersetzt. Weitere Studioaufenthalte und Touren folgten. 1994 erschien Weight, im selben Jahr trat die Rollins Band auf dem Woodstock II Festival auf, das aus Anlass des 25-jährigen Jubiläums des legendären Hippie-Festivals Woodstock stattfand. Auf der dieses Ereignis festhaltenden offiziellen Doppel-Live-CD, die wenige Monate nach dem Festival erschien, ist die Band mit dem Song Right Here Too Much vertreten. Im Jahre 1997 erschien Come in and Burn, das erste Album der Rollins Band, das auf einem Major-Label erschien, nämlich DreamWorks SKG, eine Firma für Unterhaltungsmedien von Steven Spielberg, Jeffrey Katzenberg und David Geffen. Das Video von Liar, die erste Single aus Weight, war sehr erfolgreich. Im Video trug Rollins verschiedene Kostüme, unter anderem das eines Polizisten und das einer Nonne. Trotz allem kam die Band in eine Phase der Stagnation und löste sich 1997 auf.
Nach einiger Zeit ersetzte Rollins Haskett, Gibbs und Cain mit Mitgliedern der Band Mother Superior, es blieb aber beim Namen Rollins Band. Ab 2000 folgten die Veröffentlichungen von Get Some Go Again und Nice sowie das Live-Album The Only Way to Know for Sure.
2002 veröffentlichte die Rollins Band Rise Above: 24 Black Flag Songs to Benefit the West Memphis Three. Auf dem Album mit Cover-Versionen von Black-Flag-Songs wird die Band von Lemmy, Corey Taylor, Ice-T, Tom Araya und anderen Gaststars begleitet.
Im April 2006 fand die Band in der alten Besetzung Rollins, Cain, Gibbs, Haskett wieder zusammen. Mit dabei ist auch der langjährige Soundtechniker Theo Van Rock, von Henry Rollins immer als vollwertiges Mitglied der Band bezeichnet. Von Ende Juli bis Anfang September des gleichen Jahres ging die Rollins Band auf eine gemeinsame US-Tour mit der Band X.
Offiziell bestand die Band auch in den folgenden Jahren, obwohl Henry Rollins ankündigte, sich aus dem Musikgeschäft allmählich zurückziehen zu wollen.

## Diskografie

### Alben
- 1988: Life Time
- 1988: Do It (Live)
- 1989: Hard Volume
- 1990: Turned On (Live)
- 1992: The End of Silence
- 1993: Electro Convulsive Therapy (Live)
- 1994: Weight
- 1997: Come in and Burn
- 1999: Insert Band Here: Live in Australia 1990
- 2000: Get Some Go Again
- 2000: A Clockwork Orange Stage (Live)
- 2000: Nice
- 2001: A Nicer Shade of Red (Compilation)
- 2001: Yellow Blues (Compilation)
- 2002: End of Silence Demos (Compilation)
- 2002: The Only Way to Know for Sure (Live)
- 2003: Weighting (Compilation)
- 2012: End of Silence Demos (Compilation) (2 LPs)

### Kompilationen
- 2001: Audio Airstrike Consultants: 1986-1988 (4 CDs)
- 2003: Hard Volume / Insert Band Here (2 CDs)
- 2003: Hot Animal Machine / Life Time (2 CDs)

### Singles und EPs
- 1988: Live in Deventer, Holland, October, 1987
- 1990: I Know You / Earache My Eye
- 1991: Let There Be Rock (als Henry Rollins and the Hard-Ons)
- 1992: Tearing
- 1992: Low Self Opinion
- 1992: You Didn't Need
- 1992: Hammer of the Rök Gödz (EP)
- 1994: Disconnect
- 1994: Liar
- 1994: Fool (2× Vinyl, 12")
- 1997: The End of Something
- 1997: Starve
- 2000: Get Some Go Again
- 2000: Illumination